# Істон (Канзас)
Істон (англ. Easton) — місто (англ. city) в США, в окрузі Лівенворт штату Канзас. Населення — 213 особи (2020).

## Географія
Істон розташований за координатами 39°20′42″ пн. ш. 95°7′0″ зх. д. / 39.34500° пн. ш. 95.11667° зх. д. (39.344902, -95.116609).  За даними Бюро перепису населення США в 2010 році місто мало площу 0,36 км², уся площа — суходіл. В 2017 році площа становила 0,38 км², уся площа — суходіл.

## Демографія
Згідно з переписом 2010 року, у місті мешкали 253 особи в 81 домогосподарстві у складі 55 родин. Густота населення становила 710 осіб/км².  Було 100 помешкань (281/км²).
Расовий склад населення:
| - 98,8 % — білих - 0,4 % — чорних або афроамериканців |

До двох чи більше рас належало 0,8 %. Частка іспаномовних становила 1,2 % від усіх жителів.
За віковим діапазоном населення розподілялося таким чином: 20,6 % — особи молодші 18 років, 51,7 % — особи у віці 18—64 років, 27,7 % — особи у віці 65 років та старші. Медіана віку мешканця становила 41,9 року. На 100 осіб жіночої статі у місті припадало 87,4 чоловіків;  на 100 жінок у віці від 18 років та старших — 97,1 чоловіків також старших 18 років.
За межею бідності перебувало 23,8 % осіб, у тому числі 17,5 % дітей у віці до 18 років та 9,8 % осіб у віці 65 років та старших.
Цивільне працевлаштоване населення становило 117 осіб. Основні галузі зайнятості: освіта, охорона здоров'я та соціальна допомога — 29,9 %, роздрібна торгівля — 18,8 %, будівництво — 13,7 %, публічна адміністрація — 12,8 %.